# Rothmans International
Rothmans International – były brytyjski producent tytoniu. Został nabyty przez British American Tobacco w 1998 roku. Przez wiele lat sponsorował sporty motorowe (np. Williams - Renault w latach 1994–1997). Papierosy te na polskim rynku zastąpiły papierosy Viceroy.